# Julius Darmaatmadja
Julius Riyadi Darmaatmadja (Jagang, Muntilan, 20 de diciembre de 1934) es un cardenal indonesio de la Iglesia católica. Creado cardenal en 1994, fue el segundo indonesio en ocupar tal responsabilidad. Fue arzobispo de Semarang, de 1983 a 1996, y arzobispo de Yakarta de 1996 a 2010.
Darmaatmadja ingresó en el seminario menor de San Pedro Canisio en Magelang, Java Central en 1951 y en la Compañía de Jesús en 1957. Estudió filosofía de 1961 a 1964 en el Colegio De Nobili del Ateneo Pontificio de Poona en India, y teología de 1966 a 1970 en el Colegio de San Ignacio de Yogyakarta. Ordenado sacerdote en 1969, fue, entre otros cargos, Provincial de la Provincia de Indonesia de la Compañía de Jesús de 1981 a 1983. Ocupó, asimismo también la presidencia de la Conferencia Episcopal de Indonesia de 1988 a 1997 y de 2000 a 2006. Cumplidos los 75 años ofreció su renuncia al Papa Benedicto XVI, que la aceptó el 28 de junio de 2010. Fue sucedido en la diócesis de Yakarta por Ignatius Suharyo Hardjoatmodjo.
Como cardenal, participó en el Cónclave de 2005, en el cual fue elegido Benedicto XVI. Debido a razones de salud, rehusó asistir al Cónclave de 2013.